# Jesse Helms
Pour les articles homonymes, voir Helms.
Jesse Alexander Helms, Jr.,  (18 octobre 1921 - 4 juillet 2008) est un homme politique américain, sénateur de Caroline du Nord de 1973 à 2003. Originaire de la Caroline du Nord, il a été élu pour cinq mandats consécutifs au sénat américain. Connu pour son conservatisme farouche, il a commencé sa carrière politique comme démocrate avant de rallier les républicains au début des années 1970.

## Biographie
Helms est né en 1921 à Monroe, Caroline du Nord où son père était chef de la police.
Marié à Dorothy Coble en 1942, il a trois enfants et sept petits-enfants.
Après ses études, Jesse Helms commence sa carrière professionnelle comme journaliste sportif pour le News & Observer de Raleigh. Durant la Seconde Guerre mondiale, il est recruteur de l'armée pour US Navy. Après la guerre, il continue sa carrière de journaliste au Raleigh Times comme éditorialiste politique puis à la radio et télévision.
Il est alors membre du parti démocrate, conseiller non officiel de Willis Smith (en), un avocat démocrate et conservateur, candidat au poste de sénateur de Caroline du Nord en 1950. Smith est un Dixiecrat, défenseur de la ségrégation raciale dans les États du sud américain. Après son élection, Helms devient son assistant à Washington, D.C..
En 1952, Helms travaille sur la campagne présidentielle du sénateur de Géorgie Richard B. Russell Jr lors des primaires du parti démocrate.
À la mort soudaine de Smith en 1953, Helms revient à Raleigh.
De 1953 à 1960, Jesse Helms est le directeur exécutif de l'association des banquiers de Caroline du Nord. En 1957, Helms est élu au conseil municipal de Raleigh.
À partir de 1960, il est le vice-président de cette association de banquiers et membre du conseil d'administration de la Capitol Broadcasting Company basée à Raleigh. Au sein de celle-ci il signe des éditoriaux très conservateurs, anti-communistes et favorables au maintien des lois Jim Crow, qui le rendent célèbre dans toute la Caroline du Nord. L'université de Caroline du Nord, connue pour son orientation progressiste, est alors sa cible favorite.
En 1960, il soutient la candidature de I. Beverly Lake, Sr. (en), un partisan de la ségrégation raciale, lors des primaires sénatoriales démocrates. Celui-ci est battu par un modéré, Terry Sanford.
En 1972, Helms en rupture avec les démocrates, se présente aux élections sénatoriales sous les couleurs du parti républicain qu'il a rallié. Il gagne les primaires avec 60 % des suffrages puis devient le premier sénateur républicain de Caroline du Nord au Congrès des États-Unis en battant avec 54 % des voix le candidat démocrate Nick Galifianakis. Il est réélu en 1978 (54,5 %), en 1984 contre le gouverneur de l'État Jim Hunt (avec 51,7 % des suffrages), en 1990 (52,5 %) et 1996 (52,6 %) contre Harvey Gantt (en), l'ancien maire de Charlotte. Ces deux dernières campagnes attirent l'attention nationale des médias non seulement en raison du caractère controversé de Helms mais aussi parce Gantt est non seulement un progressiste mais aussi le premier afro-américain susceptible d'être élu dans un État du Sud.
En 1976, Helms soutient la candidature présidentielle de James L. Buckley contre Ronald Reagan parce que ce dernier a déclaré que son candidat à la vice-présidence serait le sénateur Richard Schweiker, perçu comme trop progressiste pour Helms. En fin de compte, c'est Gerald Ford qui reçoit l'investiture du parti républicain.
Dans les années 1980, Helms est un pilier républicain du Congrès sous le gouvernement de Ronald Reagan. Il défend les droits traditionnels des industries du textile et du tabac.
Helms, alors qu'il est président du comité des affaires étrangères du Sénat des États-Unis, exige des réformes aux Nations unies en bloquant le paiement des cotisations américaines à l'organisation. Nostalgique de l'époque de la ségrégation, il s'oppose à une déclaration du Sénat en l'honneur de Martin Luther King qui créait par la même occasion une journée fériée annuelle à l'anniversaire de sa naissance.
En 1996, la loi Helms-Burton, dont il est coauteur, est votée et durcit considérablement l'embargo américain contre Cuba.
En 2003, il démissionne de toutes ses fonctions politiques. En avril 2006, sa femme Dorothy annonce qu'il souffre de démence. Il décède à Raleigh, en Caroline du Nord, à l'âge de 86 ans.

## Distinctions
- Ordre de la Croix de Terra Mariana de première classe